# Leptonektes
Leptonektes (Leptonectes) – rodzaj ichtiozaurów z rodziny Leptonectidae. Po raz pierwszy opisany w 1922 roku przez Friedricha von Huene pod nazwą Leptopterygius. Okazało się jednak, że nazwę tę wcześniej otrzymał rodzaj ryb, w związku z czym konieczne stało się nadanie tej grupie ichtiozaurów nowej nazwy rodzajowej. Nazwę Leptonectes ustanowił w 1996 roku Chris McGowan, zaliczając do tego rodzaju gatunki Ichthyosaurus tenuirostris (= Leptopterygius tenuirostris) i Leptopterygius solei. Leptonektes był średniej wielkości ichtiozaurem o długości około 4 m, z czego na czaszkę przypadał mniej niż 1 m. Obecnie rodzaj Leptonectes nie jest definiowany żadną synapomorfią, w związku z czym nie można stwierdzić, czy jest taksonem monofiletycznym, czy parafiletyczną grupą bazalnych ichtiozaurów nienależących do Eurhinosauria. Leptonektes ma szeroki zasięg czasowy występowania – najstarsze diagnostyczne okazy odnaleziono w skałach retyckich, a najmłodsze – w datowanych na pliensbach.